# Heterometra delagoae
Heterometra delagoae is een haarster uit de familie Himerometridae.
De wetenschappelijke naam van de soort werd in 1938 gepubliceerd door Torsten Gislén.